# Arrondissements de l'Isère

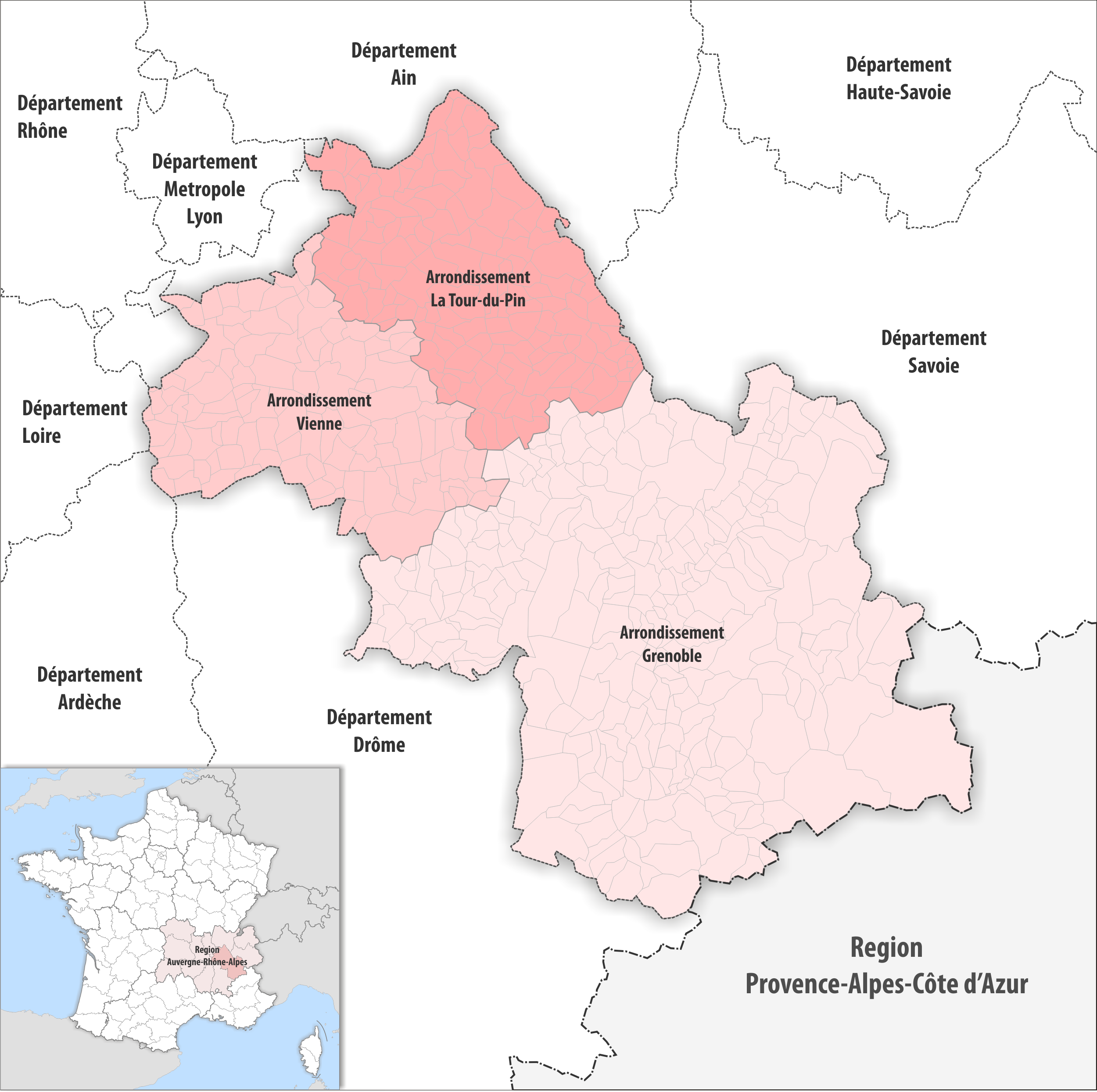
Arrondissements de l'Isère depuis 2019

Le département de l'Isère créé à la révolution française comportait 4 districts. En 2017, le département de l'Isère comprend trois arrondissements.

## Histoire
- 1790 : création du département de l'Isère avec quatre districts : Grenoble, La Tour-du-Pin, Saint-Marcellin, Vienne.
- 1800 : création des arrondissements : Grenoble, La Tour-du-Pin, Saint-Marcellin, Vienne.
- 1852 : rattachement au département du Rhône de 4 communes de l'Isère (Bron, Vaulx-en-Velin, Vénissieux, Villeurbanne) alors situées dans l'arrondissement de Vienne[1].
- 1926 : suppression de l'arrondissement de Saint-Marcellin[2].
- 1967 : rattachement au département du Rhône de 23 communes de l'Isère alors situées dans l'arrondissement de Vienne[1].
- 1971 : rattachement au département du Rhône de la commune de Colombier-Saugnieu alors située dans l'arrondissement de Vienne[1]
- 2015 : modification des limites d'arrondissements (fusion d’Eclose et de Badinières[3]), la nouvelle commune est entièrement dans l’arrondissement de La Tour-du-Pin.
- 2017 : modification des limites d'arrondissements[4].

Évolution des limites des arrondissements de l'Isère (le trait rouge n'est pas une limite administrative mais représente la limite entre les régions linguistiques d'Arpitanie, au nord, et d'Occitanie, au sud):

Arrondissements de l'Isère entre 1800 et 1806.
Arrondissements de l'Isère entre 1806 et 1852.
Arrondissements de l'Isère entre 1852 et 1926.
Arrondissements de l'Isère entre 1926 et 1967.
Arrondissements de l'Isère entre 1967 et 1971.
Arrondissements de l'Isère entre 1971 et 2014.
Arrondissements de l'Isère entre 2015 et 2016.
Arrondissements de l'Isère depuis 2017.

## Composition
| Nom                              | Code Insee | Superficie (km2) | Population (dernière pop. légale) | Densité (hab./km2) | Modifier             |
| -------------------------------- | ---------- | ---------------- | --------------------------------- | ------------------ | -------------------- |
| Arrondissement de Grenoble       | 381        | 4 398,70         | 750 664 (2022)                    | 171                | modifier les données |
| Arrondissement de La Tour-du-Pin | 382        | 1 543,10         | 317 894 (2022)                    | 206                | modifier les données |
| Arrondissement de Vienne         | 383        | 1 489,70         | 222 822 (2022)                    | 150                | modifier les données |
| Isère                            | 38         | 7 431,00         | 1 291 380 (2022)                  | 174                | modifier les données |